# Waszkiele (Litwa)
Waszkiele (lit. Vaškeliai) − wieś na Litwie, w okręgu wileńskim, w rejonie solecznickim, w gminie Dziewieniszki, 8 km na południowy wschód od Dziewieniszek, zamieszkana przez 19 ludzi.

## Historia
W czasach zaborów wieś włościańska w okręgu wiejskim Gierdziuny, w gminie Dziewieniszki, w powiecie oszmiańskim, w guberni wileńskiej Imperium Rosyjskiego. W 1866 liczyła 34 mieszkańców w 4 domach należała do dóbr Żemłosław, własność Umiastowskich. W 1905 roku wieś liczyła 131 mieszkańców.
W latach 1921–1945 wieś leżała w Polsce, w województwie wileńskim, w powiecie oszmiańskim, w gminie Dziewieniszki.
W 1931 w 23 domach zamieszkiwały 143 osoby.
Wierni należeli do parafii rzymskokatolickiej w Surwiliszkach. Miejscowość podlegała pod Sąd Grodzki w Holszanach i Okręgowy w Wilnie; właściwy urząd pocztowy mieścił się w Dziewieniszkach.